# Vidoje Blagojević
Vidoje Blagojević (serbisch-kyrillisch Видоје Благојевић; * 22. Juni 1950 in Bratunac, Jugoslawien) ist ein bosnischer Serbe, der sich am Massaker von Srebrenica beteiligte und deshalb international gesucht wurde. Während des Bosnienkrieges stieg Blagojević in die obersten Ränge der Vojska Republike Srpske, der Armee der Republika Srpska, auf. Er war Kommandant der Bratunac-Brigade.
Am 10. August 2001 wurde er festgenommen und an den  Internationalen Strafgerichtshof für das ehemalige Jugoslawien in Den Haag ausgeliefert. Angeklagt wurde er wegen Teilnahme an einem Völkermord, wegen Verbrechen gegen die Menschlichkeit und wegen Verletzung internationaler Gesetze zum Schutz der Zivilbevölkerung. Zusammen mit dem Mitangeklagten Dragan Jokić plädierte er auf unschuldig. Im erstinstanzlichen Urteil wurde Blagojević am 17. Januar 2005 zu einer Gefängnisstrafe von 18 Jahren verurteilt. In zweiter Instanz wurde das Urteil am 9. Mai 2007 auf 15 Jahre reduziert. Blagojević wurde vom Vorwurf der Teilnahme am Völkermord freigesprochen.